# Tar-Elendil
Tar-Elendil ("Amigo de los Elfos" o "Amante de las estrellas" en quenya) es un personaje ficticio del legendarium de J. R. R. Tolkien. Era un Dúnadan, primogénito de Tar-Amandil y hermano de Eärendur y Mariën. Nació en el año 350 de la Segunda Edad del Sol en la isla de Númenor y murió en el 751. Fue el cuarto rey de Númenor desde el año 590 S. E.
Se casó ya mayor, aunque de su esposa no se sabe nada, y tuvo tres hijos: Silmariën, Isilmë e Írimon, más conocido como Tar-Meneldur.
Aunque su primogénita era Silmariën, Tar-Elendil cedió el cetro a su hijo Tar-Meneldur en el año 740 S. E., puesto que las leyes de los Númenóreanos aún colocaban al hijo por delante de sus hermanas. A su hija Silmariën le entregó el Anillo de Barahir, que fue pasando en herencia por los Señores de Andúnië hasta Elendil el Alto, que lo llevó al escapar de Númenor y así sobrevivió a su hundimiento.
Tar-Elendil fue maestro de conocimiento y sabiduría y recogió muchas de las historias aprendidas de su abuelo Vardamir Nólimon. Por ello se le llamó también Parmaitë. Además, su nombre en adûnaico era Ar-Nimruzir.
Durante el reinado de Tar-Elendil, Vëantur, el Capitán de las Embarcaciones del Rey, arribó por primera vez a las costas de la Tierra Media.